# ليف كورفيكسين
ليف كورفيكسين (بالدنماركية: Liv Corfixen)‏ هي ممثلة دانمركية، ولدت في 13 يناير 1973 بالدنمارك.

## وصلات خارجية
- ليف كورفيكسين على موقع IMDb (الإنجليزية)
- ليف كورفيكسين على موقع ألو سيني (الفرنسية)
- ليف كورفيكسين على موقع أول موفي (الإنجليزية)
- ليف كورفيكسين على موقع أول موفي (الإنجليزية)
- ليف كورفيكسين على موقع قاعدة بيانات الأفلام السويدية (السويدية)
- ليف كورفيكسين على موقع قاعدة بيانات الفيلم (الإنجليزية)
- ليف كورفيكسين على موقع كينوبويسك (الروسية)